# Josef Raffeiner

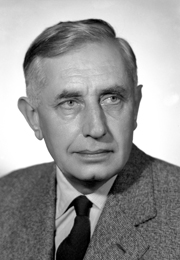
Josef Raffeiner

Josef Raffeiner (* 18. Januar 1895 in Petersberg, Deutschnofen; † 25. Januar 1974 ebenda) war ein deutschsprachiger italienischer Politiker aus Südtirol.

## Biographie
Raffeiner kämpfte während des Ersten Weltkriegs ab 1915 in der k.u.k. Armee an der Ostfront und an der Italienfront. Anschließend studierte er in Innsbruck und Rom Rechtswissenschaften. Bei der Option lehnte er eine Auswanderung ins Deutsche Reich ab, weswegen er 1943 von der Gestapo verhaftet und im Lager Reichenau interniert wurde. Nach seiner Befreiung kurz vor Kriegsende 1945 kehrte er nach Bozen zurück, wo er sich dem Aufbau der Südtiroler Volkspartei (SVP) widmete. Von 1945 bis 1947 fungierte Raffeiner als Landessekretär der Partei. Von 1948 bis 1958 vertrat der Anwalt die SVP im italienischen Senat (gewählt im Wahlkreis Brixen).
Raffeiner zählte 1961 zu den führenden Exponenten des parteiinternen Aufbau-Flügels, der die seit dem Führungswechsel 1957 unter Silvius Magnago verfolgte härtere Linie gegenüber den regierenden Christdemokraten in Rom und Trient ablehnte. 1963 ließ er sich für die Senatswahl als „wilder Kandidat“ dieses Flügels aufstellen (formal kandidierte er für den Partito Liberale Italiano), der insbesondere von wirtschaftsliberalen Kreisen unterstützt wurde und in den Wahlkreisen Brixen und Bozen mit rund 15.200 Stimmen der SVP einen Verlust von etwa 4 % bereiten konnte. 1964 gründete Raffeiner die Tiroler Heimatpartei (THP). Als Spitzenkandidat konnte er mit 2,47 % der Stimmen bei den Wahlen zum Regionalrat Trentino-Südtirol und damit gleichzeitig zum Südtiroler Landtag ein Mandat erringen, wodurch dort zum ersten Mal ein deutschsprachiger Politiker vertreten war, der nicht der SVP angehörte. Von 1965 bis 1969 war er, nachdem die SVP ihre Regierungsbeteiligung verweigert hatte, Assessor in der Regionalregierung Trentino-Südtirol. Da die THP politisch isoliert war und zunehmend zu einem Sammelbecken rechtskonservativer Unzufriedener wurde, zog sich Raffeiner, der auch ein begabter Zeichner und Maler war, nach dem Ende der Legislaturperiode aus der Politik zurück.